# Shoichi Funaki
Shoichi Funaki (船木勝一) (24 de agosto de 1968) es un luchador profesional japonés retirado. Trabajó para la WWE como luchador y actualmente se desempeña como comentarista en japonés. Entre sus logros, destacan un reinado como Campeón de Peso Crucero de la WWE y un reinado como Campeón Hardcore de la WWF.

## Carrera

### Pro Wrestling Fujiwara Gumi (1993-1995)
Aprendiz de Yoshiaki Fujiwara, Funaki debutó en la promoción Pro Wrestling Fujiwara Gumi a finales de 1993. El estilo predominante en la empresa era el shoot wrestling, una disciplina similar a las artes marciales mixtas, y Funaki pronto se adaptó a él, consiguiendo múltiples victorias. Funaki y su compañero Yuki Ishikawa, dos de los mayores miembros de Fujiwara Gumi, fueron enviados a New Japan Pro Wrestling para participar en la Super Grade Jr. Heavyweight Tag League, pero se vieron obligados a dejar el torneo por una lesión. A su retorno a Gumi, Funaki compitió en la promoción hasta su cierre en 1995.

### Michinoku Pro Wrestling (1995-1997)
Tras salir de Fujiwara Gumi, Funaki empezó a interesarse por la lucha libre mexicana, un estilo altamente diferente del que él poseía, y para ello se movió a Michinoku Pro Wrestling, la principal representante de este estilo en Japón. Allí entrenó extensivamente en este nuevo arte y formó un equipo con Taka Michinoku, apareciendo ambos en Frontier Martial-Arts Wrestling gracias a acuerdos entre ambas empresas. A la vez, Funaki apareció brevemente en BattlARTS, una empresa de shoot que había sido creada de los restos de Fujiwara Gumi.

### World Wrestling Federation/ Entertainment/ WWE (1998-2010)

#### 1998-2003
En 1998, fue contratado por la World Wrestling Federation, junto con Dick Togo y Mens Teioh. Después se le uniría Taka Michinoku. En 1999, Teioh y Togo fueron despedidos de la WWF. En 2000 Michinoku y Funaki formaron un equipo para el campeonato por parejas, Kaientai, aunque no recibieron un push especialmente alto, y fue eclipsada por el éxito de los Hardy Boys, Dudley Boys, Too Cool o Edge & Christian. En Royal Rumble 2000 interfirió junto con TAKA en el combate pero a pesar de que su compañero fuera lesionado en la segunda intervención, siguió apareciendo dos veces más. 
Funaki participó en el Wrestlemania 2000, ganando el título Hardcore al vencer a Viscera en 7:51 minutos, pero como era una pelea todos contra todos, Funaki perdió su título esa misma noche cuando Rodney lo tiró contra una de las esquinas del ring, para después hacer la cuenta en 8:11 minutos. Después de que Michinoku saliera de la WWE, Funaki se encontró como un luchador irregular y adoptó el personaje "del anunciador número uno de SmackDown!", realizando entrevistas en los vestidores , mientras competía en la división de Peso Crucero de la WWE.

#### 2004-2007
En el 2004, en el evento Armageddon consiguió su primer Campeonato Crucero luego de que derrotara a Spike Dudley, dos meses después en el evento No Way Out 2005 perdió su campeonato en un abierto crucero, luego de que Chavo Guerrero ganara la lucha y el campeonato. En todo la que restaba el 2005 se la pasó buscando el Campeonato Crucero sin resultado alguno.
En el 2006, tampoco pudo conseguir el Campeonato Crucero en los eventos Royal Rumble, No Way Out y en The Great american Bash.
Poco después de sus fallidos intentos de conseguir el campeonato Crucero, se unió a Scotty 2 Hotty formando un equipo apodado "Too Col-entai" tratando de alcanzar los Campeonatos en Pareja de la WWE, pero ilógicamente nunca retaron a los entonces campeones Paul London & Brian Kendrick, sin embargo entraría en unos pequeños feudos con Vito & Nunzio y The Pitbulls(Jamie Noble y Kid Kash), siendo derrotados en casi todas las luchas que se enfrentaron; Después de que Scotty 2 Hotty fuera despedido de la WWE estuvo un tiempo de Jobbing siendo apabuleado por luchadores como The Great Khali, Mr. Kennedy y Elijah Burke.

#### 2008

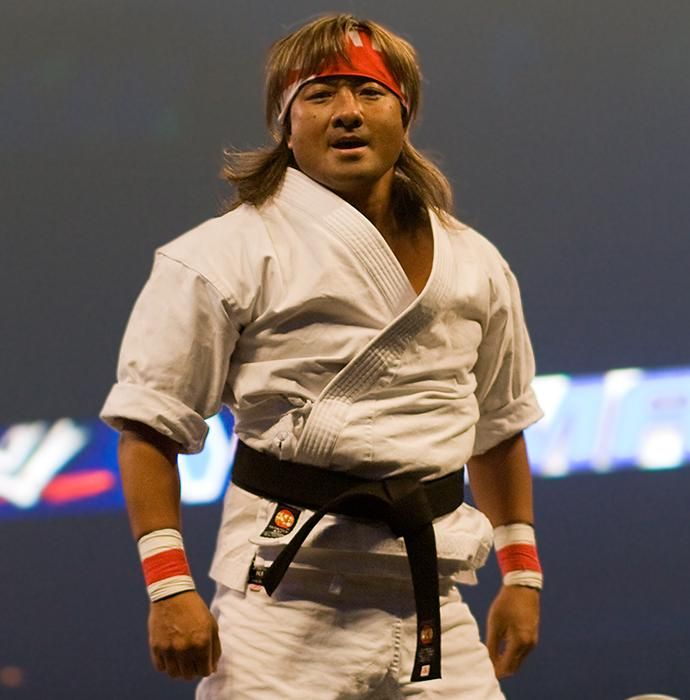
Fu Naki en 2008.

Después de que el Campeonato Crucero fuera puesta de lado por la WWE, Funaki no fue tomado muy en cuenta en las luchas y en los eventos de la empresa, solamente haciendo apariciones esporádicas para ser el Jobber de varios luchadores. 
Tal vez su victoria más importante en el 2008 fue cuando hizo equipo con Batista, Colin Delaney y Nunzio cuando derrotaron a Edge, Chavo Guerrero y a Curt Hawkins & Zack Rider luego de que Batista hiciera casi todo el trabajo de Equipo.
Más adelante volvería a su estado de jobber, luego de que fuera derrotado por Umaga luego de su movimiento final. 
En una edición de SD, se cambió el nombre a Kung Fu Naki luego de que R-Truth le diera la idea en un backstage, y adoptó una personalidad de un luchador de Kung Fu, a partir de ese momento obtuvo una serie de victorias sobre MVP, ya sea individualmente como en parejas; por lo que estuvo invicto en luchas un buen tiempo hasta que fue derrotado por Vladimir Kozlov siendo esta su primera derrota con su nueva faceta, posteriormente entraría en una racha negativa luego de que perdiera con Edge en la edición Smack Down del 5 de diciembre y a las 2 semanas siguientes en una edición de la ECW por los Campeones Mundiales en Pareja The Miz & John Morrison.

#### 2009-2010
Perdió ante Umaga en la edición del 6 de febrero de Smackdown!. Participó en 2 battles royals, en la que la primera para ir a No Way Out fue eliminado por The Great Khali y en la segunda duró menos siendo el segundo eliminado por Vladimir Kozlov. Descanso en las vacaciones y regresó al décimo aniversario de Smackdown! cantando con Jillian Hall y Yoshi Tatsu la canción de Shawn Michaels. El 22 de abril de 2010 fue despedido de la empresa, después de 12 años de carrera en la WWE.

### Pro Wrestling ZERO1 (2010-2015)
Días después de su despido de la WWE, Pro Wrestling ZERO1 anunció que había firmado un contrato con Funaki. Éste se presentó en Japón bajo el nombre de FUNAKI, haciendo equipo con su antiguo aprendiz Ikuto Hidaka.

### WWE (2010-presente)

#### Apariciones esporádicas (2011–2016)
Funaki hizo un cameo para WWE como árbitro invitado especial durante sus shows en Japón en 2011 y 2013. Posteriormente hizo una aparición especial en un vídeo como traductor para la primera entrevista de Kenta Kobayashi en WWE con Renee Young. En septiembre, Funaki regresó al programa de desarrollo de WWE NXT para pelear con The Ascension junto a Kenta, que ahora se llamaba Hideo Itami.

#### Comentarista japonés (2016-presente)
Funaki aparecería en el programa de WWE Network , The Edge y Christian Show, presentando a los anfitriones, con su voz doblada por Howard Finkel. El 1 de abril de 2016, en NXT Takeover: Dallas , Funaki apareció en un segmento detrás del escenario con Shinsuke Nakamura. Funaki más tarde aparecería en el ringside sentado junto a Kota Ibushi. Desde WrestleMania 32, Funaki ha sido la mitad del equipo de comentarios japoneses para todos los eventos de pago por visión de la WWE.
En una entrevista exclusiva para el canal de YouTube de WWE después del partido final del WWE Mae Young Classic el 12 de septiembre de 2017, Funaki se desempeñó como intérprete de Kairi Sane. Funaki actualmente es comentarista japonés en WWE, haciendo un dúo con Shun Yamaguchi. Ha aparecido en Wrestlemania 34 y en diversos PPV durante el año 2018.
En septiembre de 2024, haría su aparición en el programa NXT como el traductor de la luchadora Giulia.

## Vida personal
Funaki es políglota, hablando con fluidez el francés, alemán, portugués, español e inglés, además del japonés. Participó regularmente en el programa en español de corta duración de la WWE Los Super Astros, que fue televisado por Univision.
El 30 de agosto de 2007, Funaki, junto con otras nueve superestrellas, fueron nombrados en Sports Illustrated como receptores de esteroides ilegales que no cumplían con el Programa de bienestar de talentos de la WWE. Se dijo que había recibido somatropina en marzo de 2006.

## Campeonatos y logros
- Michinoku Pro Wrestling

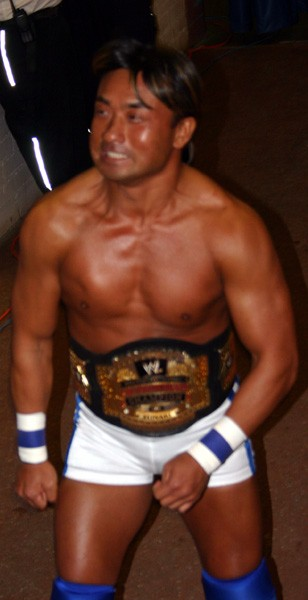
Funaki como Campeón Peso Crucero de la WWE.

- UWA World Middleweight Championship (1 vez)

- Texas Wrestling Alliance

- TWA Heavyweight Championship (1 vez)

- World Wrestling Federation/Entertainment

- WWE Cruiserweight Championship (1 vez)
- WWF Hardcore Championship (1 vez)

- Pro Wrestling Illustrated
  - Situado en el N°163 en los PWI 500 en el 1999[6]
  - Situado en el N°135 en los PWI 500 en el 2000[7]
  - Situado en el N°103 en los PWI 500 en el 2001[8]
  - Situado en el N°116 en los PWI 500 en el 2003[9]
  - Situado en el N°138 en los PWI 500 en el 2004[10]
  - Situado en el N°108 en los PWI 500 en el 2005[11]
  - Situado en el N°252 en los PWI 500 en el 2006[12]
  - Situado en el N°270 en los PWI 500 en el 2007[13]
  - Situado en el N°393 en los PWI 500 del 2008[14]
  - Situado en el Nº390 en los PWI 500 de 2009[15]